# Батечки рејон
Батечки рејон (рус. Батецкий район) административно-територијална је јединица другог нивоа и општински рејон у северозападном делу Новгородске области, на северозападу европског дела Руске Федерације.
Административни центар рејона је село Батецки. Према проценама националне статистичке службе Русије за 2014, на територији рејона је живело 5.775 становника или у просеку око 4,1 ст/км².

## Географија
Батечки рејон смештен је у северозападном делу Новгородске области, у северозападном делу простране и ниске Прииљмењске низије. Обухвата територију површине 1.591,79 км² и територијално међу најмањим је рејонима у области (18. од 21 рејона). Граничи се са Новгородским рејоном на истоку и југоистоку, на југу је Шимски рејон, док је на северу и северозападу територија Лушког рејона Лењинградске области.
Батечки рејон има типичан равничарски рељеф са непрегледним равницама и бројним замочвареним подручјима. Најважнији водоток у рејону је река Луга, притока Финског залива Балтичког мора која свој ток и започиње на територији овог рејона, у подручју Тјосовских мочвара, и њена притока Удрајка. Један мањи део територије на југозападу припада сливу реке Шелоњ која не протиче директно преко његове територије, а преко које се одводњава ка језеру Иљмењ.

## Историја
Батечки рејон успостављен је 1927. године као трећестепена административна целина у границама тадашњег Лушког округа Лењинградске области. У границама Новгородске области је од њеног оснивања 1944. године.

## Демографија и административна подела
Према подацима пописа становништва из 2010. на територији рејона је живело укупно 6.335 становника, док је према процени из 2014. ту живело 5.775 становника, или у просеку 4,1 ст/км². По броју становника Батечки рејон се налази на 18. месту у области.
| 1959.  | 1970. | 1979. | 1989. | 2002. | 2010. | 2014.  |
| ------ | ----- | ----- | ----- | ----- | ----- | ------ |
| 13.091 | ---   | ---   | 7.662 | 6.996 | 6.335 | 5.775* |

Напомена: * Према процени националне статистичке службе.
На подручју рејона постоје укупно 145 насеља, а рејонска територија је подељена на 3 другостепене сеоске општине. Административни центар рејона је село Батецки.

## Саобраћај
Преко територије рејона прелазе железнички правци на релацији Санкт Петербург—Дно и Велики Новгород—Луга, те магистрални друмски правци Р47(Новгород—Луга) и Новгород—Шимск.

## Знаменитости рејона
У западном делу рејона, између села Подгорје и Запоље налази се један од најпознатијих средњовековних кургана Шум-гора — земљана пирамида која је у предхришћанскоом периоду служила као гробно место.